# Golden Globe 1992
La 49ª edizione della cerimonia di premiazione di Golden Globe si è tenuta il 18 gennaio 1992 al Beverly Hilton Hotel di Beverly Hills, California.
Joely Fisher, figlia di Connie Stevens e Eddie Fisher, è stata la Golden Globe Ambassador dell'edizione.

## Premi per il cinema
Vengono di seguito indicati in grassetto i vincitori. Ove ricorrente e disponibile, viene indicato il titolo in lingua italiana e quello in lingua originale tra parentesi.

### Miglior film drammatico
- Bugsy (Bugsy), regia di Barry Levinson
- JFK - Un caso ancora aperto (JFK), regia di Oliver Stone
- Il principe delle maree (The Prince of Tides), regia di Barbra Streisand
- Il silenzio degli innocenti (The Silence of the Lambs), regia di Jonathan Demme
- Thelma & Louise (Thelma & Louise), regia di Ridley Scott

### Miglior film commedia o musicale
- La bella e la bestia (Beauty and the Beast), regia di Gary Trousdale e Kirk Wise
- Scappo dalla città - La vita, l'amore e le vacche (City Slickers), regia di Ron Underwood
- The Commitments (The Commitments), regia di Alan Parker
- La leggenda del re pescatore (The Fisher King), regia di Terry Gilliam
- Pomodori verdi fritti alla fermata del treno (Fried Green Tomatoes), regia di Jon Avnet

### Miglior regista
- Oliver Stone - JFK - Un caso ancora aperto (JFK)
- Barry Levinson - Bugsy
- Terry Gilliam - La leggenda del re pescatore (The Fisher King)
- Barbra Streisand - Il principe delle maree (The Prince of Tides)
- Jonathan Demme - Il silenzio degli innocenti (The Silence of the Lambs)

### Miglior attore in un film drammatico
- Nick Nolte - Il principe delle maree (The Prince of Tides)
- Warren Beatty - Bugsy
- Robert De Niro - Cape Fear - Il promontorio della paura (Cape Fear)
- Kevin Costner - JFK - Un caso ancora aperto (JFK)
- Anthony Hopkins - Il silenzio degli innocenti (The Silence of the Lambs)

### Migliore attrice in un film drammatico
- Jodie Foster - Il silenzio degli innocenti (The Silence of the Lambs)
- Annette Bening - Bugsy
- Laura Dern - Rosa Scompiglio e i suoi amanti (Rambling Rose)
- Geena Davis - Thelma & Louise (Thelma & Louise)
- Susan Sarandon - Thelma & Louise (Thelma & Louise)

### Miglior attore in un film commedia o musicale
- Robin Williams - La leggenda del re pescatore (The Fisher King)
- Billy Crystal - Scappo dalla città - La vita, l'amore e le vacche (City Slickers)
- Jeff Bridges - La leggenda del re pescatore (The Fisher King)
- Dustin Hoffman - Hook - Capitan Uncino (Hook)
- Kevin Kline - Bolle di sapone (Soapdish)

### Migliore attrice in un film commedia o musicale
- Bette Midler - Giorni di gloria... giorni d'amore (For the Boys)
- Anjelica Huston - La famiglia Addams (The Addams Family)
- Michelle Pfeiffer - Paura d'amare (Frankie and Johnny)
- Kathy Bates - Pomodori verdi fritti alla fermata del treno (Fried Green Tomatoes)
- Ellen Barkin - Nei panni di una bionda (Switch)

### Miglior attore non protagonista
- Jack Palance - Scappo dalla città - La vita, l'amore e le vacche (City Slickers)
- John Goodman - Barton Fink - È successo a Hollywood (Barton Fink)
- Harvey Keitel - Bugsy
- Ben Kingsley - Bugsy
- Ned Beatty - Il mistero di Jo Locke, il sosia e Miss Britannia '58 (Hear My Song)

### Migliore attrice non protagonista
- Mercedes Ruehl - La leggenda del re pescatore (The Fisher King)
- Nicole Kidman - Billy Bathgate - A scuola di gangster (Billy Bathgate)
- Juliette Lewis - Cape Fear - Il promontorio della paura (Cape Fear)
- Jessica Tandy - Pomodori verdi fritti alla fermata del treno (Fried Green Tomatoes)
- Diane Ladd - Rosa Scompiglio e i suoi amanti (Rambling Rose)

### Migliore sceneggiatura
- Callie Khouri - Thelma & Louise (Thelma & Louise)
- James Toback - Bugsy (Bugsy)
- Lawrence Kasdan e Meg Kasdan - Grand Canyon - Il cuore della città (Grand Canyon)
- Oliver Stone e Zachary Sklar - JFK - Un caso ancora aperto (JFK)
- Ted Tally - Il silenzio degli innocenti (The Silence of the Lambs)

### Migliore colonna sonora originale
- Alan Menken - La bella e la bestia (Beauty and the Beast)
- Zbigniew Preisner - Giocando nei campi del Signore (At Play in the Fields of the Lord)
- Ennio Morricone - Bugsy
- Patrick Doyle - L'altro delitto (Dead Again)
- Dave Grusin - Giorni di gloria... giorni d'amore (For the Boys)
- Michael Kamen - Robin Hood - Principe dei ladri (Robin Hood: Prince of Thieves)

### Migliore canzone originale
- Beauty and the Beast, musica di Alan Menken e testo di Howard Ashman - La bella e la bestia (Beauty and the Beast)
- Dreams to Dream, musica di James Horner e testo di Will Jennings - Fievel conquista il West (An American Tail: Fievel Goes West)
- Be Our Guest, musica di Alan Menken e testo di Howard Ashman - La bella e la bestia (Beauty and the Beast)
- (Everything I Do) I Do It for You, musica di Michael Kamen e testo di Bryan Adams e Robert John Lange - Robin Hood - Principe dei ladri (Robin Hood: Prince of Thieves)
- Tears in Heaven, musica di Eric Clapton e testo di Will Jennings - Effetto allucinante (Rush)

### Miglior film straniero
- Europa Europa, regia di Agnieszka Holland (Germania)
- La doppia vita di Veronica (La double vie de Véronique), regia di Krzysztof Kieślowski (Francia/Polonia)
- Madame Bovary, regia di Claude Chabrol (Francia)
- Nikita, regia di Luc Besson (Francia)
- Tacchi a spillo (Tacones lejanos), regia di Pedro Almodóvar (Spagna)
- Disperso in Siberia (Zateryannyy v Sibiri), regia di Aleksandr Mitta (URSS)

## Premi per la televisione
Vengono di seguito indicati in grassetto i vincitori. Ove ricorrente e disponibile, viene indicato il titolo in lingua italiana e quello in lingua originale tra parentesi.

### Miglior serie drammatica
- Un medico tra gli orsi (Northern Exposure)
- Beverly Hills 90210 (Beverly Hills, 90210)
- Io volerò via (I'll Fly Away)
- Avvocati a Los Angeles (L.A. Law)
- Law & Order - I due volti della giustizia (Law & Order)

### Miglior serie commedia o musicale
- Oltre il ponte (Brooklyn Bridge)
- Cin cin (Cheers)
- Evening Shade (Evening Shade)
- Cuori senza età (The Golden Girls)
- Murphy Brown

### Miglior mini-serie o film per la televisione
- One Against the Wind (One Against the Wind), regia di Larry Elikann
- Nel nome di un figlio (In a Child's Name), regia di Tom McLoughlin
- Venere Nera (The Josephine Baker Story), regia di Brian Gibson
- Un passo dal cuore (Sarah, Plain and Tall), regia di Glenn Jordan
- Separate But Equal (Separate But Equal), regia di George Stevens Jr.

### Miglior attore in una serie drammatica
- Scott Bakula - In viaggio nel tempo (Quantum Leap)
- Sam Waterston - Io volerò via (I'll Fly Away)
- Carroll O'Connor - L'Ispettore Tibbs (In the Heat of the Night)
- Rob Morrow - Un medico tra gli orsi (Northern Exposure)
- James Earl Jones - Pros and Cons (Pros and Cons)
- Mark Harmon - Ragionevoli dubbi (Reasonable Doubts)

### Miglior attore in una serie commedia o musicale
- Burt Reynolds - Evening Shade (Evening Shade)
- Ted Danson - Cin cin (Cheers)
- Craig T. Nelson - Coach
- Neil Patrick Harris - Doogie Howser (Doogie Howser, M.D.)
- Ed O'Neill - Sposati... con figli (Married with Children)

### Miglior attore in una mini-serie o film per la televisione
- Beau Bridges - Without Warning: The James Brady Story (Without Warning: The James Brady Story)
- Peter Falk - Columbo: Columbo and the Murder of a Rock Star (Columbo: Columbo and the Murder of a Rock Star)
- Sam Elliott - Conagher (Conagher)
- Sam Neill - One Against the Wind (One Against the Wind)
- Sidney Poitier - Separate But Equal (Separate But Equal)

### Miglior attrice in una serie drammatica
- Angela Lansbury - La signora in giallo (Murder, She Wrote)
- Susan Dey - Avvocati a Los Angeles (L.A. Law)
- Janine Turner - Un medico tra gli orsi (Northern Exposure)
- Marlee Matlin - Ragionevoli dubbi (Reasonable Doubts)
- Sharon Gless - I casi di Rosie O'Neill (The Trials of Rosie O'Neill)

### Miglior attrice in una serie commedia o musicale
- Candice Bergen - Murphy Brown (Murphy Brown)
- Jamie Lee Curtis - Anything But Love (Anything But Love)
- Kirstie Alley - Cin cin (Cheers)
- Katey Sagal - Sposati... con figli (Married with Children)
- Roseanne - Pappa e ciccia (Roseanne)

### Miglior attrice in una mini-serie o film per la televisione
- Judy Davis - One Against the Wind (One Against the Wind)
- Sally Kirkland - The Haunted (The Haunted)
- Lynn Whitfield - Venere Nera (The Josephine Baker Story)
- Glenn Close - Sarah, Plain and Tall (Sarah, Plain and Tall)
- Jessica Tandy - La signora delle fiabe (The Story Lady)

### Miglior attore non protagonista in una serie
- Louis Gossett Jr. - Venere Nera (The Josephine Baker Story)
- Michael Jeter - Evening Shade (Evening Shade)
- Larry Drake - Avvocati a Los Angeles (L.A. Law)
- Dean Stockwell - In viaggio nel tempo (Quantum Leap)
- Richard Kiley - Separate But Equal (Separate But Equal)

### Miglior attrice non protagonista in una serie
- Amanda Donohoe - Avvocati a Los Angeles (L.A. Law)
- Rhea Perlman - Cin cin (Cheers)
- Park Overall - Il cane di papà (Empty Nest)
- Estelle Getty - Cuori senza età (The Golden Girls)
- Sammi Davis - Homefront
- Faith Ford - Murphy Brown
- Jean Stapleton - Verso il buio (Fire in the Dark )

## Premi onorari
- Golden Globe alla carriera: Robert Mitchum